# Helmut Hanke (Politiker)
Helmut Hanke (* 5. November 1932 in Herrnskretschen, Tschechoslowakei; † 7. Dezember 2015) war ein deutscher Hochschullehrer, Kulturpolitiker und Funktionär der Sozialistischen Einheitspartei Deutschlands (SED) in der Deutschen Demokratischen Republik (DDR). Im Juni 1986 wurde er seiner Posten enthoben, nachdem er die Partei- und Staatsführung öffentlich kritisiert hatte.

## Leben
Hanke, Sohn eines Flößers, besuchte von 1938 bis 1945 die Volksschule. Nach dem Ende des Zweiten Weltkriegs wurde er mit seinen Eltern aus dem tschechischen Gebiet vertrieben und ließ sich in der Sowjetischen Besatzungszone (SBZ) nieder.
Von 1946 bis 1949 erlernte Hanke den Beruf des Schriftsetzers, in dem er bis 1950 tätig war. 1950 wurde er Lehrer an einer Schule der Freien Deutschen Jugend (FDJ), in die er 1951 eintrat. Im selben Jahr trat er in die SED ein. 1953 wurde er hauptamtlicher Funktionär der FDJ. Im folgenden Jahr erhielt er einen Lehrauftrag an der Bezirksparteischule der SED in Potsdam.
1959 wurde Hanke hauptamtlicher Sekretär der SED-Kreisleitung in Potsdam und begann ein Fernstudium der Gesellschaftswissenschaften an der Parteihochschule der SED, welches er 1961 mit dem Diplom abschloss. Nach erfolgreicher Aspirantur am Institut für Gesellschaftswissenschaften (IfG) der SED wurde er dort 1965 promoviert. Im selben Jahr wechselte Hanke zur SED-Bezirksleitung Potsdam und wurde Mitarbeiter in deren Abteilung für Kultur.
1969 wurde Hanke Dozent an der Akademie für Gesellschaftswissenschaften (AfG) beim Zentralkomitee der SED und wurde dort 1977 zum Professor für Kulturtheorie habilitiert. Zeitweise war er Mitglied des Präsidiums des Komitees für Unterhaltungskunst beim Ministerium für Kultur der DDR.
Im Juni 1986 geriet Hanke in Konflikt mit der Partei- und Staatsführung der DDR, nachdem er die Ablehnung der Perestroika-Politik und Gängelungen im Medienbereich öffentlich kritisiert hatte und seine Tochter, die Filmwissenschaftlerin und Autorin Bärbel Dalichow, wegen der Vorbereitung eines Fluchtversuchs in die Bundesrepublik verhaftet worden war. Nach einem Parteiverfahren verlor er seinen Lehrauftrag an der AfG, erhielt ein Rede- und Schreibverbot und erkrankte schwer.
1987 wurde Hanke nach Fürsprache Lothar Biskys Professor an der Hochschule für Film und Fernsehen in Potsdam-Babelsberg und lehrte dort bis 1991.
Hanke war mit Brunhilde Hanke verheiratet, die Oberbürgermeisterin von Potsdam, Abgeordnete der Volkskammer und Mitglied des Staatsrats der DDR war. Das Paar hatte drei Kinder. 2010 erschien im Droemer-Verlag München eine Biografie des Paares, geschrieben von ihrer Tochter Bärbel Dalichow und dem Journalisten Uwe-Karsten Heye.

## Schriften (Auswahl)
- mit Gerd Rossow: Sozialistische Kulturrevolution, Dietz-Verlag, Berlin 1972 bis 1977. (online im Bundesarchiv)
- als Herausgeber: Kulturpolitisches Wörterbuch, Dietz Verlag, Berlin 1978, 2., erweiterte und überarbeitete Auflage.
- Freizeit in der DDR, Dietz-Verlag, Berlin 1979.